# Вайсблат Володимир Наумович
Володи́мир Нау́мович Вайсбла́т (5 грудня 1882, Малин Київської губернії, нині місто Житомирської області — 8 січня 1945, Київ) — видавець, перекладач, драматург, літератор, мистецтвозавець. Псевдоніми Олександр Гер, Володимир Білолістов (український переклад прізвища Вайсблат).

## Біографічні дані
Народився в родині видатного рабина, Головного духовного рабина Києва Нахума Вайсблата. Старший брат живописця, графіка та скульптора Йосипа Вайсблата та лікаря-стоматолога, доктора медичних наук Соломона Вайсблата. Сестра Володимира була дружиною українського перекладача Євгена Дроб'язка. Батько видатного українсько-російського фізика Олександра Вайсблата. Дід мистецтвознавця та видавця Артура Рудзицького.
Вчився в Малині. Коли Володимиру виповнилося 11 років сам (без батьків) переїхав до Києва. Заробляв на життя, працюючи в друкарні, даючи уроки німецької мови.
Екстерном закінчив 8-му гімназію в Києві, виїхав до Німеччини, де 1906 закінчив Гайдельберзький університет.
У Петербурзі друкував статті з історії книги, мистецтвознавства в журналі «Русский Библиофил», «Аполлон», в київських журналах В. Кульженка: «Искусство в Южной России», «Искусство и печатное дело».
Написав п'єсу «До сонця» (опубліковано 1908, поставлено в театрі «Соловцов», Київ).
Спільно з Олександром Адашевим уклав «Театральну хрестоматію» (1913, передмова К. Станіславського).
Автор популярних у Росії збірок «Чтец-декламатор» (Київ, вид. Самоненко, 1914—1917).
Автор статті «Еміль Преторіус» (ж. «Искусство и печатное дело», К., 1912, № 9-10).
Товаришував із Шолом-Алейхемом, Максимом Горьким, Олександром Бенуа та ін.
1914 — комісар Російського відділу на Міжнародній виставці друку і графіки в Ляйпциґу. Разом з іншими громадянами Російської імперії інтерновано в зв'язку з початком війни в Данію. Повернувся у Росію на початку 1917.
Після 1917 р. — всі публікації В. Вайсблата — виключно українською.
Активний учасник культурного життя Києва з 1917: один із засновників Держвидаву України.
Видавець творів Михайла Грушевського, Катерини Грушевської, Сергія Маслова, Миколи Зерова, Сергія Єфремова, Андрія Ніковського, Петра Курінного та ін.
В 1921 та 1924 худож.редактор та автор статей в «Шевченківських Збірниках».
Художній редактор практично усіх українських книжок, котрі видавались у Києві в 1918—1920-х. Також був власником київського видавництва «Лефрер» («Брати»). Друг Генріха Нейгауза, П. Еттінгера, Сергія Єфремова, Андрія Ніковського, Павла Филиповича, Георгія Нарбута, Левка Ревуцького, та Дмитра Ревуцького (повідомлення проф. Валеріана Ревуцького) та ін.
Один із засновників Виставки Т. Шевченка в 1920 р., Виставки М. Гоголя (1924), Виставки Г. Нарбута (1926) та Музею Т. Шевченка в Києві (1926).
Разом із Миколою Зеровим переклав «Народні оповідання» класика нової єврейської літератури Іцхока Лейбуша Переца (видано 1920, 1921, перевидано 1994 та 2019 з ілюстраціями Олександра Ройтбурда).
Статті в журналі «Бібліологічні вісті».
1923- член Комісії (разом із акад. С. Єфремовим, акад. О. Новицьким, М. Новицьким, П. Филиповичем) для видавання пам'яток новітнього українського письменства ВУАН — бере участь у виданні Повного зібрання творів Т. Шевченка
1931 та 1933 — фактичний редактор «Кобзаря» Тараса Шевченка з ілюстраціями Василя Седляра.
1932 та 1933 — художній редактор зб. «Український революційний плакат».
З 1925 р. викладав в Київському Художньому інституті (поліграфічний факультет), а також в Українському науковому інституті книгознавства (УНІК) (з 1931 — професор).
Наприкінці 1933 року арештовано, в 1934 році позбавлено викладацької роботи в інститутах та вигнано з роботи.

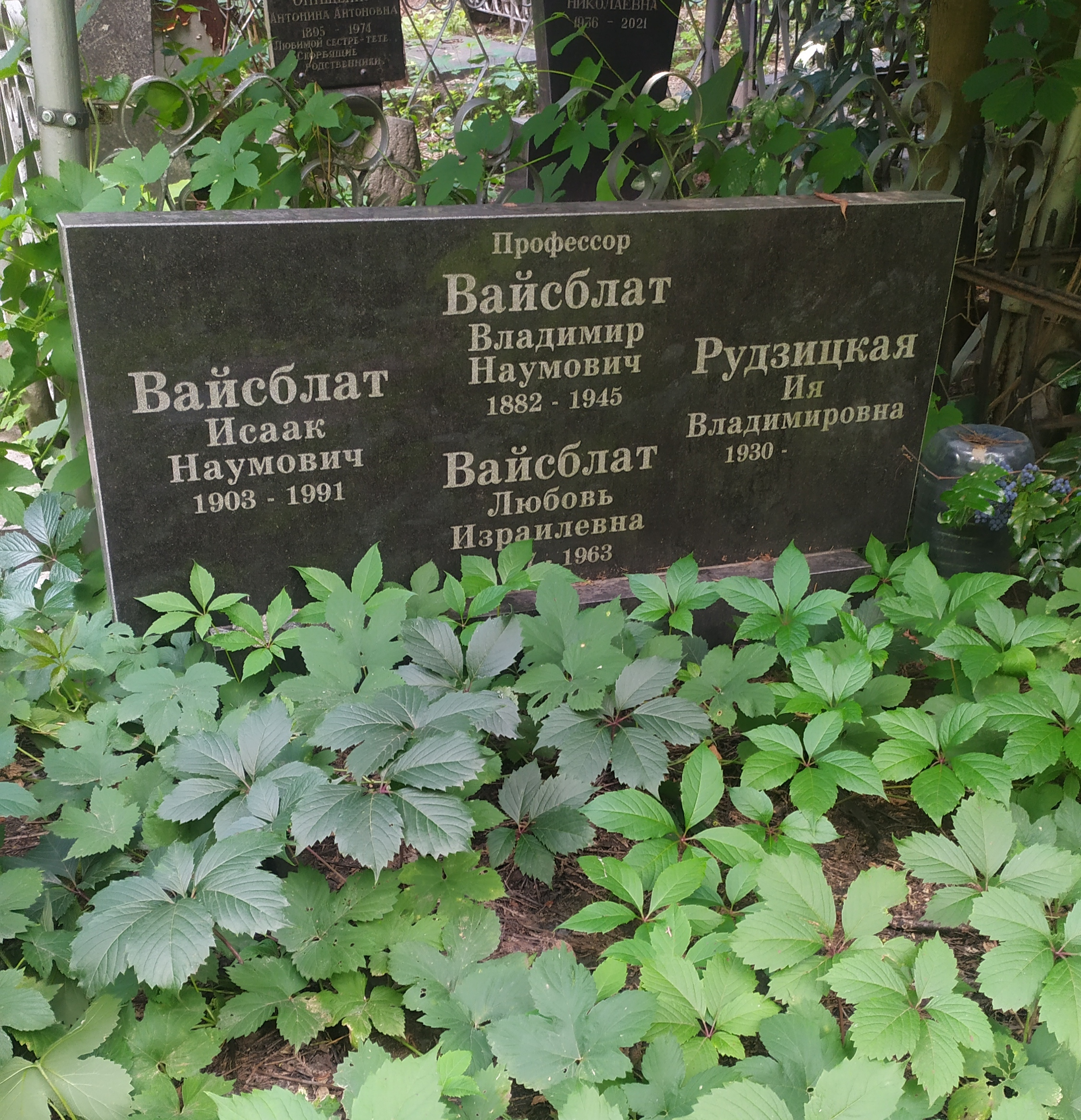
Могила Володимира Вайсблата та його родини, Байкове кладовище

1935—1937 — працював разом з С.Масловим у відділі рукописних і рідкісних книг Бібліотеки АН УРСР, пізніше — в Медвидаві УРСР на посаді директора — наукового співробітника.
1941 — евакуювався разом із сім'єю в Середню Азію.
1943 — повернувся у звільнений Київ, де й помер у 1945 році від висипного тифу. Похований на Байковому кладовищі (ділянка 1).

## Пам'ять
Спомини про Володимира Вайсблата залишили Григорій Кочур, Софія Зерова — дружина Миколи Зерова, племінниця доктор медичних наук, професор Л. С. Когосова.
У 2009 та 2011 роках київські видавництва «Дух і Літера» та «Оранта» випустили перевидання «Кобзаря» Т. Шевченка з ілюстраціями Василя Седляра та за художньою редакцією 1931 року Володимира Вайсблата (Ол. Гера) (ініціатор перевидання та автор післямови — Артур Рудзицький, редактор — Степан Захаркін, коментарі — Євген Нахлік).
2020 нове видання «Кобзаря» Т. Шевченка зі всіма ілюстраціями Василя Седляра та за художньою редакцією Володимира Вайсблата (керівник проекту, добір ілюстрацій та післямова Артура Рудзицького).